# Joseph Gergonne

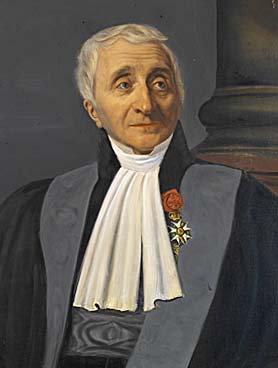
Porträt von Joseph Diez Gergonne

Joseph Diez Gergonne (* 19. Juni 1771 in Nancy; † 4. Mai 1859 in Montpellier) war ein französischer Mathematiker.

## Leben
Gergonne war der Sohn eines Malers und Architekten. Er besuchte die Schule in Nancy. 1792 ging er als einer der vielen Freiwilligen in die Revolutionskriege und war u. a. beim Sieg der französischen Revolutionsarmee in der Kanonade von Valmy. Nach kurzer Zeit in Paris war er 1793 Sekretär im Generalstab der französischen Mosel-Armee. Nach einmonatigem Besuch der Artillerieschule wurde er Leutnant und ging 1794 mit der französischen Armee nach Spanien, wo er bei der Eroberung von Figueres dabei war. Nach dem Separatfrieden mit den Preußen 1795 verließ er die Armee, wurde in Nimes Professor für Mathematik und heiratete. 1810 begründete er die Annales de mathématiques pures et appliquées, genannt „Annales de Gergonne“. Sie bestanden bis 1832, und hier veröffentlichten u. a. Jean-Victor Poncelet, Michel Chasles, Jakob Steiner, Julius Plücker und Évariste Galois. 1816 wurde er Astronomie-Professor in Montpellier. 1830 wurde er dort Rektor und ging 1844 in den Ruhestand. 1830 wurde er korrespondierendes Mitglied der Académie des sciences in Paris. Seit 1824 war er Mitglied der Académie royale de Bruxelles. 1832 wurde er als korrespondierendes Mitglied in die Preußische Akademie der Wissenschaften aufgenommen.
Gergonne selbst beschäftigte sich hauptsächlich mit Geometrie. Von ihm stammt das Wort Polare in der projektiven Geometrie, und er führte dort das Prinzip der Dualität ein (ab 1810, besonders 1824 bis 1827). Ihm fiel auf, dass Sätze der ebenen projektiven Geometrie durch Austausch der Begriffe Punkt und Gerade ineinander übergeführt werden konnten. Er gab auch 1816 eine elegante Lösung des Problems von Apollonius (Konstruktion eines Kreises, der drei gegebene Kreise berührt).
In der Dreiecksgeometrie sind der Gergonne-Punkt und die Gergonne-Gerade nach ihm benannt.